# PDF/UA
PDF/UA (Universal Accessibility; englisch für „Universeller Zugang“) ist ein Substandard des PDF-Standards (ISO 32000-1) für barrierefreie PDF-Dokumente. Er ist im August 2012 als ISO-Norm ISO 14289-1:2012-07 veröffentlicht worden (Document management applications – Electronic document file format enhancement for accessibility, Part 1: Use of ISO 32000‑1 [PDF/UA-1]), 2014 und 2016 überarbeitet als ISO 14289‑1:2014  bzw. ISO 14289-1:2016-12.

## Beschreibung
PDF/UA definiert, wie der PDF-Standard anzuwenden ist, damit ein PDF-Dokument die Anforderungen an Barrierefreiheit erfüllen kann. Die Vorgaben von PDF/UA orientieren sich dabei an den Anforderungen der Web Content Accessibility Guidelines 2.0 (WCAG; englisch für „Richtlinien für barrierefreie Webinhalte“). Die Richtlinien beschreiben die Beschaffenheit zugänglicher Webinhalte, geben zahlreiche Empfehlungen ab und formulieren dafür testbare, nicht technik-spezifische Erfolgskriterien. Dem gegenüber definiert PDF/UA die technischen Anforderungen an barrierefreie PDF-Dokumente auf Grundlage des PDF-Standards. Diese Anforderungen liefern einen Qualitätsstandard für zugängliche PDF-Dokumente und bieten darüber hinaus auch Orientierung für die Entwicklung konformer Anzeige- oder Verarbeitungsprogramme sowie konformer assistiver Technologien.
Die Anforderungen an ein PDF/UA-konformes, barrierefreies Dokument setzen sich aus technischen und inhaltlichen Eigenschaften der PDF-Datei zusammen. Ein zentraler Aspekt hierbei ist das Auszeichnen der relevanten Inhalte mit PDF-Tags. Zur Umsetzung steht Nutzern das Matterhorn Protokoll zur Verfügung. Das Matterhorn-Protokoll besteht aus 31 Prüfpunkten mit insgesamt 136 Fehlerbedingungen (Kriterien für eine Konformität). Die Fehlerbedingungen teilen sich in 87 von Software prüfbare, sowie weitere 47 von menschlichen Prüfern zu testende Kriterien auf (2 Prüfkriterien sind nicht zugeordnet). Die Anforderungen decken sich in weiten Teilen mit der WCAG 2.0. Allerdings sind nicht alle Forderungen aus der WCAG übernommen und an einigen Stellen zusätzliche oder leicht unterschiedliche Anforderungen formuliert.
Für die Entwicklung PDF/UA-konformer Software wurde der Leitfaden Tagged PDF Best Practice Guide: Syntax erstellt.

## Prüfung
Zur Prüfung der PDF/UA-Konformität stehen zahlreiche Werkzeuge zur Verfügung, wie: Preflight von Adobe Acrobat DC (nach PDF/UA ab Version April 2017), PDF Accessibility Checker (PAC), Callas pdfaPilot, axesPDF (ehemals axes QuickFix), CommonLook PDF Validator, OneVision Software Asura, veraPDF (ab Version 2.0).
PDF/UA wurde Stand 2012 von Screenreadern noch nicht speziell unterstützt. Die PDF Association hat deshalb zusammen mit der Schweizer Stiftung Zugang für alle das Projekt NVDA goes PDF/UA lanciert, um den Open Source Screenreader NVDA so weiterzuentwickeln, dass er vollständig dem PDF/UA-Standard entspricht.